# Bringing Up Father (film 1915)
Bringing Up Father è un cortometraggio muto del 1915 diretto da Larry Semon. Non ci sono altre notizie concernenti il film.

## Produzione
Il film fu prodotto dalla Vitagraph Company of America.